# EHF European League
De EHF European League is een Europees handbaltoernooi voor clubteams, dat sinds 1993 jaarlijks georganiseerd wordt door de Europese handbalfederatie (EHF).

## Geschiedenis
De voorganger van de EHF Cup wat in 1993 ontstaan is. Was de IHF Cup wat in 1981/82 zijn eerste seizoen draaide. Het toernooi werd georganiseerd door de Internationale handbalfederatie (IHF). Het toernooi geeft clubs die uit de minder sterke nationale competities en clubs uit de sterkere competities die zich niet konden gekwalificeerd voor de Champions League de kans om in Europees verband te spelen.
In 1993 nam de EHF de organisatie over van de IHF en hernoemde het toernooi naar de EHF Cup. De opzet bleef het zelfde om en de competitie bleef minder prestigieus dan de Champions League en de voormalige Cup Winners’ Cup, maar staat in aanzien hoger dan de Challenge Cup. Sinds het seizoen 2012/13 is Cup Winners’ Cup voor heren samengevoegd met de EHF Cup, in het seizoen 2016/17 is ook de EHF Cup Winners’ Cup voor vrouwen samengevoegd met de EHF Cup.
In 2020 is het toernooi hernoemd onder de naam van de EHF European League.

## Toernooiopzet
Het toernooi bestaat uit zeven knock-out rondes waarin twee teams elkaar treffen in een thuis- en een uitwedstrijd. Afhankelijk van de positie van de nationale bond op de EHF Ranglijst mogen één of twee clubs uit hetzelfde land in het toernooi starten. De winnaar van de voorafgaande EHF Cup is automatisch geplaatst en neemt deel vanaf de derde ronde. Bovendien stromen er in het herentoernooi teams die de kwalificatieronde van de Champions League niet hebben overleeft in de tweede ronde in. In het damestoernooi stromen in de tweede ronde de verliezers van de eerste kwalificatieronde van de Champions League in en in de derde ronde de verliezers van de tweede kwalificatieronde van de Champions League.

## Winnaars
| Heren               | Heren                                             | Heren                                             | Heren                                             | Heren                                             |         | Dames                                             | Dames                                             | Dames                                             | Dames                                             | Dames        |
| Seizoen             | Winnaar                                           | Score                                             | Score                                             | Finalist                                          | Seizoen | Winnaar                                           | Score                                             | Score                                             | Finalist                                          |              |
| ------------------- | ------------------------------------------------- | ------------------------------------------------- | ------------------------------------------------- | ------------------------------------------------- | ------- | ------------------------------------------------- | ------------------------------------------------- | ------------------------------------------------- | ------------------------------------------------- | ------------ |
| IHF Cup             |                                                   |                                                   |                                                   |                                                   |         |                                                   |                                                   |                                                   |                                                   |              |
| 1981/82             | VfL Gummersbach                                   | 23–14                                             | 23–14                                             | Željezničar                                       |         | 1981/82                                           | Trešnjevka                                        | 30–27                                             | 17–19                                             | Eglė Vilnius |
| 1982/83             | ZTR Zaporozhye                                    | 23–16                                             | 22–20                                             | IFK Karlskrona                                    | 1982/83 | Automobilist Bakoe                                | 20-14                                             | 18-15                                             | Empor Rostock                                     |              |
| 1983/84             | TV Großwallstadt                                  | 16–15                                             | 20–19                                             | HG Gladsaxe                                       | 1983/84 | Râmnicu Vâlcea                                    | 22-18                                             | 29-21                                             | VfL Oldenburg                                     |              |
| 1984/85             | Minaur Baia Mare                                  | 22–17                                             | 14–18                                             | ZTR Zaporozhye                                    | 1984/85 | Vorwärts Frankfurt                                | 17-19                                             | 19-13                                             | Vasas                                             |              |
| 1985/86             | Győri ETO KC                                      | 23–17                                             | 20–24                                             | Alicante                                          | 1985/86 | SC Leipzig                                        | 16-22                                             | 25-15                                             | Debrecen                                          |              |
| 1986/87             | Granitas Kaunas                                   | 23–23                                             | 18–18                                             | Atlético Madrid                                   | 1986/87 | Budućnost                                         | 21-23                                             | 34-27                                             | Start Bratislava                                  |              |
| 1987/88             | Minaur Baia Mare                                  | 20–21                                             | 23–20                                             | Granitas Kaunas                                   | 1987/88 | Egle Vilnius                                      | 34-20                                             | 22-32                                             | Budućnost                                         |              |
| 1988/89             | TuRU Düsseldorf                                   | 17–12                                             | 15–18                                             | Vorwärts Frankfurt                                | 1988/89 | Râmnicu Vâlcea                                    | 26-18                                             | 21-26                                             | Eglė Vilnius                                      |              |
| 1989/90             | SKIF Krasnodar                                    | 25–27                                             | 29–13                                             | Proleter Zrenjanin                                | 1989/90 | Vorwärts Frankfurt                                | 19-22                                             | 21-16                                             | Spartak Kyiv                                      |              |
| 1990/91             | Borac Banja Luka                                  | 20–15                                             | 23–24                                             | CSKA Moscow                                       | 1990/91 | Lokomotive Zagreb                                 | 19-11                                             | 19-20                                             | Bayer 04 Leverkusen                               |              |
| 1991/92             | Wallau-Massenheim                                 | 23–25                                             | 22–20                                             | SKA Minsk                                         | 1991/92 | SC Leipzig                                        | 24-19                                             | 28-18                                             | Tempo Partizánske                                 |              |
| 1992/93             | Santander                                         | 24–20                                             | 26–20                                             | Bayer Dormagen                                    | 1992/93 | Rapid București                                   | 28-16                                             | 22-24                                             | Dijon                                             |              |
| EHF Cup             |                                                   |                                                   |                                                   |                                                   |         |                                                   |                                                   |                                                   |                                                   |              |
| 1993/94             | Alzira Avidesa                                    | 23–19                                             | 21–22                                             | ASKÖ Linde Linz                                   |         | 1993/94                                           | Viborg HK                                         | 23–20                                             | 21–24                                             | Debrecen     |
| 1994/95             | Granollers                                        | 26–24                                             | 23–21                                             | Polyot Cheljabinsk                                | 1994/95 | Debrecen                                          | 22–14                                             | 22–30                                             | Bækkelagets SK                                    |              |
| 1995/96             | Granollers                                        | 28–18                                             | 28–27                                             | Shakhtar-Academiya                                | 1995/96 | Debrecen                                          | 20–23                                             | 18–15                                             | Larvik HK                                         |              |
| 1996/97             | SG Flensburg-Handewitt                            | 22–25                                             | 30–17                                             | Virum Sorgenfri                                   | 1996/97 | Olimpija Ljubljana                                | 26–18                                             | 26–30                                             | Borussia Dortmund                                 |              |
| 1997/98             | THW Kiel                                          | 23–25                                             | 26–21                                             | SG Flensburg-Handewitt                            | 1997/98 | Dunaújvárosi                                      | 26–22                                             | 34–27                                             | Banská Bystrica                                   |              |
| 1998/99             | Magdeburg                                         | 22–30                                             | 31–22                                             | Valladolid                                        | 1998/99 | Viborg HK                                         | 21–24                                             | 28–21                                             | Győri ETO KC                                      |              |
| 1999/00             | Metković                                          | 24–22                                             | 23–25                                             | SG Flensburg-Handewitt                            | 1999/00 | El Ferrobus Mislata                               | 24–22                                             | 18–19                                             | Tertnes                                           |              |
| 2000/01             | Magdeburg                                         | 27–27                                             | 26–22                                             | Metković                                          | 2000/01 | Lublin                                            | 28–21                                             | 24–24                                             | Podravka Koprivnica                               |              |
| 2001/02             | THW Kiel                                          | 36–29                                             | 24–28                                             | Barcelona                                         | 2001/02 | Ikast                                             | 25–30                                             | 36–23                                             | Győri ETO KC                                      |              |
| 2002/03             | Barcelona                                         | 35–23                                             | 33–26                                             | Lukoil-Dynamo Astrakhan                           | 2002/03 | Slagelse FH                                       | 22–27                                             | 27–20                                             | Dunaújváros                                       |              |
| 2003/04             | THW Kiel                                          | 32–28                                             | 27–19                                             | Altea                                             | 2003/04 | Viborg HK                                         | 27–27                                             | 37–21                                             | Győri ETO KC                                      |              |
| 2004/05             | TUSEM Essen                                       | 22–30                                             | 31–22                                             | Magdeburg                                         | 2004/05 | Alba Fehérvár                                     | 21–27                                             | 28–19                                             | Győri ETO KC                                      |              |
| 2005/06             | TBV Lemgo                                         | 30–29                                             | 25–22                                             | Frisch Auf Göppingen                              | 2005/06 | Ferencvárosi                                      | 37–36                                             | 33–32                                             | Podravka Koprivnica                               |              |
| 2006/07             | Magdeburg                                         | 30–30                                             | 31–28                                             | Aragón                                            | 2006/07 | Zvezda Zvenigorod                                 | 25–30                                             | 32–22                                             | Ikast                                             |              |
| 2007/08             | HSG Nordhorn                                      | 31–27                                             | 29–30                                             | FCK Handbåll                                      | 2007/08 | Dinamo Volgograd                                  | 27–25                                             | 23–20                                             | Itxako Navarra                                    |              |
| 2008/09             | VfL Gummersbach                                   | 29–28                                             | 26–22                                             | Gorenje                                           | 2008/09 | Itxako Navarra                                    | 27–19                                             | 25–26                                             | SC Leipzig                                        |              |
| 2009/10             | TBV Lemgo                                         | 24–18                                             | 28–30                                             | Kadetten SH                                       | 2009/10 | Randers                                           | 20–22                                             | 30–24                                             | Elda                                              |              |
| 2010/11             | Frisch Auf Göppingen                              | 23–21                                             | 30–26                                             | TV Großwallstadt                                  | 2010/11 | Ikast                                             | 26–24                                             | 21–28                                             | Team Tvis Holstebro                               |              |
| 2011/12             | Frisch Auf Göppingen                              | 34–28                                             | 26–26                                             | Dunkerque                                         | 2011/12 | Lada Toljatti                                     | 30–24                                             | 20–21                                             | Zalău                                             |              |
| 2012/13             | Rhein-Neckar Löwen                                | 26–24                                             | 26–24                                             | HBC Nantes                                        | 2012/13 | Team Tvis Holstebro                               | 31–35                                             | 33–28                                             | Metz                                              |              |
| 2013/14             | Pick Szeged                                       | 29–28                                             | 29–28                                             | Montpellier                                       | 2013/14 | Lada Toljatti                                     | 36–25                                             | 32–23                                             | Team Esbjerg                                      |              |
| 2014/15             | Füchse Berlin                                     | 30–27                                             | 30–27                                             | HSV Hamburg                                       | 2014/15 | Team Tvis Holstebro                               | 33-20                                             | 22-33                                             | Rostov-Don                                        |              |
| 2015/16             | Frisch Auf Göppingen                              | 32–26                                             | 32–26                                             | HBC Nantes                                        | 2015/16 | Dunaújvárosi                                      | 26-28                                             | 29-21                                             | TuS Metzingen                                     |              |
| 2016/17             | Frisch Auf Göppingen                              | 30–22                                             | 30–22                                             | Füchse Berlin                                     | 2016/17 | Rostov-Don                                        | 28–25                                             | 25–21                                             | SG BBM Bietigheim                                 |              |
| 2017/18             | Füchse Berlin                                     | 28–25                                             | 28–25                                             | Saint-Raphaël Var                                 | 2017/18 | Craiova                                           | 22–26                                             | 30–25                                             | Vipers                                            |              |
| 2018/19             | THW Kiel                                          | 26–22                                             | 26–22                                             | Füchse Berlin                                     | 2018/19 | Siófok                                            | 21–21                                             | 26–21                                             | Team Esbjerg                                      |              |
| 2019/20             | Editie niet uitgespeeld vanwege de coronapandemie | Editie niet uitgespeeld vanwege de coronapandemie | Editie niet uitgespeeld vanwege de coronapandemie | Editie niet uitgespeeld vanwege de coronapandemie | 2019/20 | Editie niet uitgespeeld vanwege de coronapandemie | Editie niet uitgespeeld vanwege de coronapandemie | Editie niet uitgespeeld vanwege de coronapandemie | Editie niet uitgespeeld vanwege de coronapandemie |              |
| EHF European League |                                                   |                                                   |                                                   |                                                   |         |                                                   |                                                   |                                                   |                                                   |              |
| 2020/21             | SC Magdeburg                                      | 28–25                                             | 28–25                                             | Füchse Berlin                                     |         | 2020/21                                           | Nantes Atlantique                                 | 36–31                                             | 36–31                                             | Siófok       |
| 2021/22             | Benfica                                           | 40–39                                             | 40–39                                             | SC Magdeburg                                      | 2021/22 | SG BBM Bietigheim                                 | 31–20                                             | 31–20                                             | Viborg HK                                         |              |
| 2022/23             | Füchse Berlin                                     | 36–31                                             | 36–31                                             | BM Granollers                                     | 2022/23 | Ikast                                             | 31–24                                             | 31–24                                             | Nykøbing Falster HK                               |              |
| 2023/24             | SG Flensburg-Handewitt                            | 36–31                                             | 36–31                                             | Füchse Berlin                                     | 2023/24 | Storhamar Håndball                                | 29–27                                             | 29–27                                             | CS Gloria Bistrița                                |              |
| 2024/25             | SG Flensburg-Handewitt                            | 32–25                                             | 32–25                                             | Montpellier                                       | 2024/25 | Thüringer HC                                      | 34–32                                             | 34–32                                             | Ikast                                             |              |

## Belgische en Nederlandse teams in de EHF Cup
| België heren        | België heren      | België heren     | België heren  |
| Seizoen             | Heren             | Instroomronde    | Resultaat     |
| ------------------- | ----------------- | ---------------- | ------------- |
| EHF Cup             |                   |                  |               |
| 1993/94             | Sporting Neerpelt | 1/16 finale      | 1/16 finale   |
| 1994/95             | Initia Hasselt    | 1/16 finale      | 1/16 finale   |
| 1995/96             | HC Herstal Liege  | 1/16 finale      | 1/16 finale   |
| 1996/97             | Union Beynoise    | 1/16 finale      | 1/16 finale   |
| 1997/98             | Union Beynoise    | 1/16 finale      | 1/16 finale   |
| 1998/99             | Sporting Neerpelt | 1/16 finale      | 1/8 finale    |
| 1999/00             | Sporting Neerpelt | 1/16 finale      | 1/16 finale   |
| 2000/01             | Initia Hasselt    | Ronde 1          | Ronde 1       |
| 2000/01             | Eynatten          | Ronde 2 (via CL) | Ronde 2       |
| 2001/02             | Union Beynoise    | Ronde 1          | Ronde 2       |
| 2001/02             | Eynatten          | Ronde 2 (via CL) | Ronde 3       |
| 2002/03             | HC Herstal / Ans  | Ronde 1          | Ronde 1       |
| 2002/03             | Eynatten          | Ronde 2 (via CL) | Ronde 2       |
| 2003/04             | Tongeren          | Ronde 2 (via CL) | Ronde 2       |
| 2003/04             | Eynatten          | Ronde 2          | Ronde 2       |
| 2004/05             | Sporting Neerpelt | Ronde 2 (via CL) | Ronde 3       |
| 2004/05             | Union Beynoise    | Ronde 2          | Ronde 2       |
| 2005/06             | Union Beynoise    | Ronde 1          | Ronde 1       |
| 2005/06             | Tongeren          | Ronde 2 (via CL) | Ronde 3       |
| 2006/07             | Sasja             | Ronde 1          | Ronde 3       |
| 2007/08             | Tongeren          | Ronde 1          | Ronde 1       |
| 2007/08             | Sasja             | Ronde 2 (via CL) | Ronde 2       |
| 2008/09             | Sasja             | Ronde 2          | Ronde 2       |
| 2009/10             | Geen deelname     | Geen deelname    | Geen deelname |
| 2010/11             | Tongeren          | Ronde 1          | Ronde 2       |
| 2011/12             | Initia Hasselt    | Ronde 1          | Ronde 2       |
| 2012/13             | Tongeren          | Ronde 1          | Ronde 1       |
| 2013/14             | Achilles Bocholt  | Ronde 1          | Ronde 1       |
| 2014/15             | Achilles Bocholt  | Ronde 1          | Ronde 1       |
| 2014/15             | Initia Hasselt    | Ronde 2 (via CL) | Ronde 2       |
| 2015/16             | Initia Hasselt    | Ronde 1          | Ronde 3       |
| 2016/17             | Achilles Bocholt  | Ronde 2 (via CL) | Ronde 2       |
| 2017/18             | Achilles Bocholt  | Ronde 1          | Ronde 2       |
| 2018/19             | Achilles Bocholt  | Ronde 2          | Ronde 3       |
| 2019/20             | Achilles Bocholt  | Ronde 1          | Ronde 3       |
| 2019/20             | HC Visé BM        | Ronde 1          | Ronde 1       |
| EHF European League |                   |                  |               |
| 2020/21             | Geen deelname     | Geen deelname    | Geen deelname |

| Nederland heren     | Nederland heren    | Nederland heren  | Nederland heren |
| Seizoen             | Herenteam          | Instroomronde    | Resultaat       |
| ------------------- | ------------------ | ---------------- | --------------- |
| IHF Cup             |                    |                  |                 |
| 1981/82             | Hermes Den Haag    | 1/8 finale       | 1/8 finale      |
| 1982/83             | Blauw Wit Neerbeek | Ronde 1          | 1/8 finale      |
| 1983/84             | Sittardia          | Ronde 1          | Ronde 1         |
| 1984/85             | Geen deelname      | Geen deelname    | Geen deelname   |
| 1985/86             | Sittardia          | Ronde 1          | Ronde 1         |
| 1986/87             | Sittardia          | Ronde 1          | 1/8 finale      |
| 1987/88             | V&L Geelen         | Ronde 1          | Ronde 1         |
| 1988/89             | Tachos             | Ronde 1          | Ronde 1         |
| 1989/90             | Blauw Wit Neerbeek | Ronde 1          | Ronde 1         |
| 1990/91             | Tachos             | Ronde 1          | 1/8 finale      |
| 1991/92             | V&L Geelen         | Ronde 1          | 1/8 finale      |
| 1992/93             | V&L Geelen         | Ronde 1          | Ronde 1         |
| EHF Cup             |                    |                  |                 |
| 1993/94             | E&O Emmen          | 1/16 finale      | 1/16 finale     |
| 1994/95             | E&O Emmen          | 1/16 finale      | 1/16 finale     |
| 1995/96             | Swift Arnhem       | 1/16 finale      | 1/16 finale     |
| 1996/97             | V&L Geelen         | 1/16 finale      | 1/16 finale     |
| 1997/98             | Aalsmeer           | 1/16 finale      | 1/8 finale      |
| 1998/99             | Sittardia          | 1/16 finale      | 1/16 finale     |
| 1999/00             | Aalsmeer           | 1/16 finale      | 1/8 finale      |
| 2000/01             | Aalsmeer           | Ronde 1          | Ronde 2         |
| 2000/01             | Aalsmeer           | Ronde 2 (via CL) | Ronde 2         |
| 2001/02             | Quintus            | Ronde 1          | Ronde 1         |
| 2001/02             | Aalsmeer           | Ronde 3 (via CL) | Ronde 3         |
| 2002/03             | Aalsmeer           | Ronde 1          | Ronde 2         |
| 2002/03             | V&L Geelen         | Ronde 3 (via CL) | Ronde 3         |
| 2003/04             | Volendam           | Ronde 2          | Ronde 2         |
| 2003/04             | Aalsmeer           | Ronde 2 (via CL) | Ronde 3         |
| 2004/05             | E&O Emmen          | Ronde 2          | Ronde 2         |
| 2004/05             | Aalsmeer           | Ronde 2 (via CL) | Ronde 2         |
| 2005/06             | Bevo HC            | Ronde 1          | Ronde 2         |
| 2005/06             | Volendam           | Ronde 2 (via CL) | Ronde 2         |
| 2006/07             | E&O Emmen          | Ronde 1          | Ronde 1         |
| 2006/07             | Volendam           | Ronde 2 (via CL) | Ronde 2         |
| 2007/08             | Volendam           | Ronde 1          | Ronde 2         |
| 2008/09             | Volendam           | Ronde 1          | Ronde 2         |
| 2008/09             | Hellas             | Ronde 2          | Ronde 2         |
| 2009/10             | Bevo HC            | Ronde 1          | Ronde 1         |
| 2009/10             | Aalsmeer           | Ronde 1          | Ronde 1         |
| 2010/11             | Volendam           | Ronde 2          | Ronde 3         |
| 2011/12             | Limburg Lions      | Ronde 1          | Ronde 3         |
| 2011/12             | Volendam           | Ronde 2          | Ronde 2         |
| 2012/13             | Volendam           | Ronde 1          | Ronde 2         |
| 2013/14             | Limburg Lions      | Ronde 1          | Ronde 1         |
| 2013/14             | Volendam           | Ronde 2 (via CL) | Ronde 2         |
| 2014/15             | Volendam           | Ronde 1          | Ronde 1         |
| 2014/15             | Limburg Lions      | Ronde 1          | Ronde 2         |
| 2014/15             | Bevo HC            | Ronde 2 (via CL) | Ronde 2         |
| 2015/16             | Volendam           | Ronde 1          | Ronde 2         |
| 2015/16             | Limburg Lions      | Ronde 3 (Via CL) | Groepsfase      |
| 2016/17             | Volendam           | Ronde 1          | Ronde 1         |
| 2016/17             | Limburg Lions      | Ronde 1          | Ronde 1         |
| 2017/18             | Volendam           | Ronde 1          | Ronde 1         |
| 2017/18             | Limburg Lions      | Ronde 2          | Ronde 2         |
| 2018/19             | Limburg Lions      | Ronde 1          | Ronde 3         |
| 2018/19             | Aalsmeer           | Ronde 2          | Ronde 2         |
| 2019/20             | Volendam           | Ronde 1          | Ronde 1         |
| EHF European League |                    |                  |                 |
| 2020/21             | Geen deelname      | Geen deelname    | Geen deelname   |

| België dames        | België dames      | België dames  | België dames  |
| Seizoen             | Dames             | Instroomronde | Resultaat     |
| ------------------- | ----------------- | ------------- | ------------- |
| EHF Cup             |                   |               |               |
| 1993/94             | DHC Meeuwen       | 1/16 finale   | 1/16 finale   |
| 1994/95             | DHC Meeuwen       | 1/16 finale   | 1/16 finale   |
| 1995/96             | Femina Vise       | 1/16 finale   | 1/16 finale   |
| 1996/97             | Geen deelname     | Geen deelname | Geen deelname |
| 1997/98             | Geen deelname     | Geen deelname | Geen deelname |
| 1998/99             | Juventus Melveren | 1/16 finale   | 1/8 finale    |
| 1999/00             | Geen deelname     | Geen deelname | Geen deelname |
| 2000/01             | Geen deelname     | Geen deelname | Geen deelname |
| 2001/02             | Initia Hasselt    | Ronde 1       | Ronde 2       |
| 2001/02             | Femina Vise       | Ronde 2       | Ronde 2       |
| 2002/03             | Femina Vise       | Ronde 1       | Ronde 1       |
| 2003/04             | Geen deelname     | Geen deelname | Geen deelname |
| 2004/05             | STHV J. Melveren  | Ronde 1       | Ronde 1       |
| 2004/05             | Femina Vise       | Ronde 1       | Ronde 2       |
| 2005/06             | Femina Vise       | Ronde 1       | Ronde 1       |
| 2005/06             | DHW Antwerpen     | Ronde 1       | Ronde 2       |
| 2006/07             | STHV J. Melveren  | Ronde 1       | Ronde 1       |
| 2006/07             | Femina Vise       | Ronde 1       | Ronde 2       |
| 2007/08             | Femina Vise       | Ronde 2       | Ronde 2       |
| 2008/09             | Femina Vise       | Ronde 1       | Ronde 1       |
| 2008/09             | DHW Antwerpen     | Ronde 1       | Ronde 2       |
| 2009/10             | DHW Antwerpen     | Ronde 1       | Ronde 1       |
| 2009/10             | Femina Vise       | Ronde 2       | Ronde 2       |
| 2010/11             | Femina Vise       | Ronde 2       | Ronde 2       |
| 2011/12             | DHW Antwerpen     | Ronde 3       | Ronde 3       |
| 2012/13             | Femina Vise       | Ronde 2       | Ronde 3       |
| 2013/14             | DHW Antwerpen     | Ronde 2       | Ronde 2       |
| 2013/14             | Femina Vise       | Ronde 2       | Ronde 3       |
| 2014/15             | Femina Vise       | Ronde 2       | Ronde 3       |
| 2015/16             | Femina Vise       | Ronde 2       | Ronde 2       |
| 2015/16             | Initia Hasselt    | Ronde 2       | Ronde 3       |
| 2016/17             | Geen deelname     | Geen deelname | Geen deelname |
| 2017/18             | Sint-Truiden      | Ronde 1       | Ronde 1       |
| 2018/19             | Geen deelname     | Geen deelname | Geen deelname |
| 2019/20             | Geen deelname     | Geen deelname | Geen deelname |
| EHF European League |                   |               |               |
| 2020/21             | Geen deelname     | Geen deelname | Geen deelname |
| 2021/22             | Geen deelname     | Geen deelname | Geen deelname |

| Nederland dames     | Nederland dames | Nederland dames  | Nederland dames |
| Seizoen             | Damesteam       | Instroomronde    | Resultaat       |
| ------------------- | --------------- | ---------------- | --------------- |
| EHF Cup             |                 |                  |                 |
| 1993/94             | PSV             | 1/16 finale      | 1/16 finale     |
| 1994/95             | Hellas          | 1/16 finale      | 1/16 finale     |
| 1995/96             | Quintus         | 1/16 finale      | 1/16 finale     |
| 1996/97             | De Volewijckers | 1/16 finale      | 1/8 finale      |
| 1997/98             | AAC 1899        | 1/16 finale      | 1/8 finale      |
| 1998/99             | De Volewijckers | 1/16 finale      | 1/16 finale     |
| 1999/00             | AAC 1899        | 1/16 finale      | 1/8 finale      |
| 2000/01             | De Volewijckers | Ronde 2 (via CL) | Ronde 2         |
| 2000/01             | SEW             | Ronde 2          | Ronde 3         |
| 2001/02             | SEW             | Ronde 2 (via CL) | Ronde 2         |
| 2002/03             | Hellas          | Ronde 2 (via CL) | Ronde 2         |
| 2002/03             | Quintus         | Ronde 2          | Ronde 2         |
| 2003/04             | Quintus         | Ronde 2          | Ronde 2         |
| 2003/04             | SEW             | Ronde 2 (via CL) | 1/8 finale      |
| 2004/05             | SEW             | Ronde 2 (via CL) | Ronde 3         |
| 2005/06             | Hellas          | Ronde 2 (via CL) | Ronde 2         |
| 2006/07             | SEW             | Ronde 1          | Ronde 2         |
| 2006/07             | Quintus         | Ronde 2 (via CL) | 1/8 finale      |
| 2007/08             | Quintus         | Ronde 2 (via CL) | Ronde 3         |
| 2008/09             | E&O Emmen       | Ronde 1          | Ronde 1         |
| 2008/09             | VOC             | Ronde 2 (via CL) | Ronde 3         |
| 2009/10             | Hellas          | Ronde 1          | Ronde 3         |
| 2009/10             | VOC             | Ronde 3          | Ronde 4         |
| 2010/11             | Hellas          | Ronde 2          | Ronde 2         |
| 2010/11             | VOC             | Ronde 3 (via CL) | 1/8 finale      |
| 2011/12             | VOC             | Ronde 3          | Ronde 3         |
| 2012/13             | SEW             | Ronde 3          | Ronde 3         |
| 2013/14             | VOC             | Ronde 2          | Ronde 3         |
| 2014/15             | VOC             | Ronde 3          | Ronde 3         |
| 2015/16             | VOC             | Ronde 2          | Ronde 3         |
| 2016/17             | VOC             | Ronde 1          | Ronde 1         |
| 2016/17             | Dalfsen         | Ronde 2 (via CL) | Ronde 3         |
| 2017/18             | VOC             | Ronde 1          | Ronde 1         |
| 2017/18             | Dalfsen         | Ronde 1          | Ronde 2         |
| 2018/19             | Dalfsen         | Ronde 1          | Ronde 1         |
| 2018/19             | VOC             | Ronde 1          | Ronde 1         |
| 2019/20             | Quintus         | Ronde 1          | Ronde 2         |
| EHF European League |                 |                  |                 |
| 2020/21             | Geen deelname   | Geen deelname    | Geen deelname   |
| 2021/22             | Geen deelname   | Geen deelname    | Geen deelname   |

## Statistieken

### Titels per land

#### Heren
| Heren                                                       | Heren  |                                                             | Dames      | Dames |
| Land                                                        | Titels | Land                                                        | Winnaar    |       |
| ----------------------------------------------------------- | ------ | ----------------------------------------------------------- | ---------- | ----- |
| Duitsland ( West-Duitsland/ Duitse Democratische Republiek) | 28     |                                                             | Denemarken | 10    |
| Spanje                                                      | 5      | Hongarije                                                   | 7          |       |
| Sovjet-Unie                                                 | 3      | Duitsland ( West-Duitsland/ Duitse Democratische Republiek) | 6          |       |
| Roemenië                                                    | 2      | Rusland                                                     | 5          |       |
| Hongarije                                                   | 2      | Joegoslavië ( Joegoslavië)                                  | 3          |       |
| Joegoslavië ( Joegoslavië)                                  | 1      | Roemenië                                                    | 3          |       |
| Kroatië                                                     | 1      | Spanje                                                      | 2          |       |
| Portugal                                                    | 1      | Frankrijk                                                   | 1          |       |
|                                                             |        | Slovenië                                                    | 1          |       |
| Polen                                                       | 1      |                                                             |            |       |
| Noorwegen                                                   | 1      |                                                             |            |       |